# Municipio de Apple Creek (Misuri)
El municipio de Apple Creek (en inglés: Apple Creek Township) es un municipio ubicado en el condado de Cape Girardeau en el estado estadounidense de Misuri. En el año 2010 tenía una población de 2100 habitantes y una densidad poblacional de 9,72 personas por km².

## Geografía
El municipio de Apple Creek se encuentra ubicado en las coordenadas 37°31′38″N 89°46′6″O / 37.52722, -89.76833. Según la Oficina del Censo de los Estados Unidos, el municipio tiene una superficie total de 216.06 km², de la cual 215,9 km² corresponden a tierra firme y (0,07 %) 0,16 km² es agua.

## Demografía
Según el censo de 2010, había 2100 personas residiendo en el municipio de Apple Creek. La densidad de población era de 9,72 hab./km². De los 2100 habitantes, el municipio de Apple Creek estaba compuesto por el 98,43 % blancos, el 0,48 % eran afroamericanos, el 0,33 % eran amerindios, el 0,1 % eran asiáticos, el 0,1 % eran de otras razas y el 0,57 % eran de una mezcla de razas. Del total de la población el 0,67 % eran hispanos o latinos de cualquier raza.